# Reinhard Priessnitz

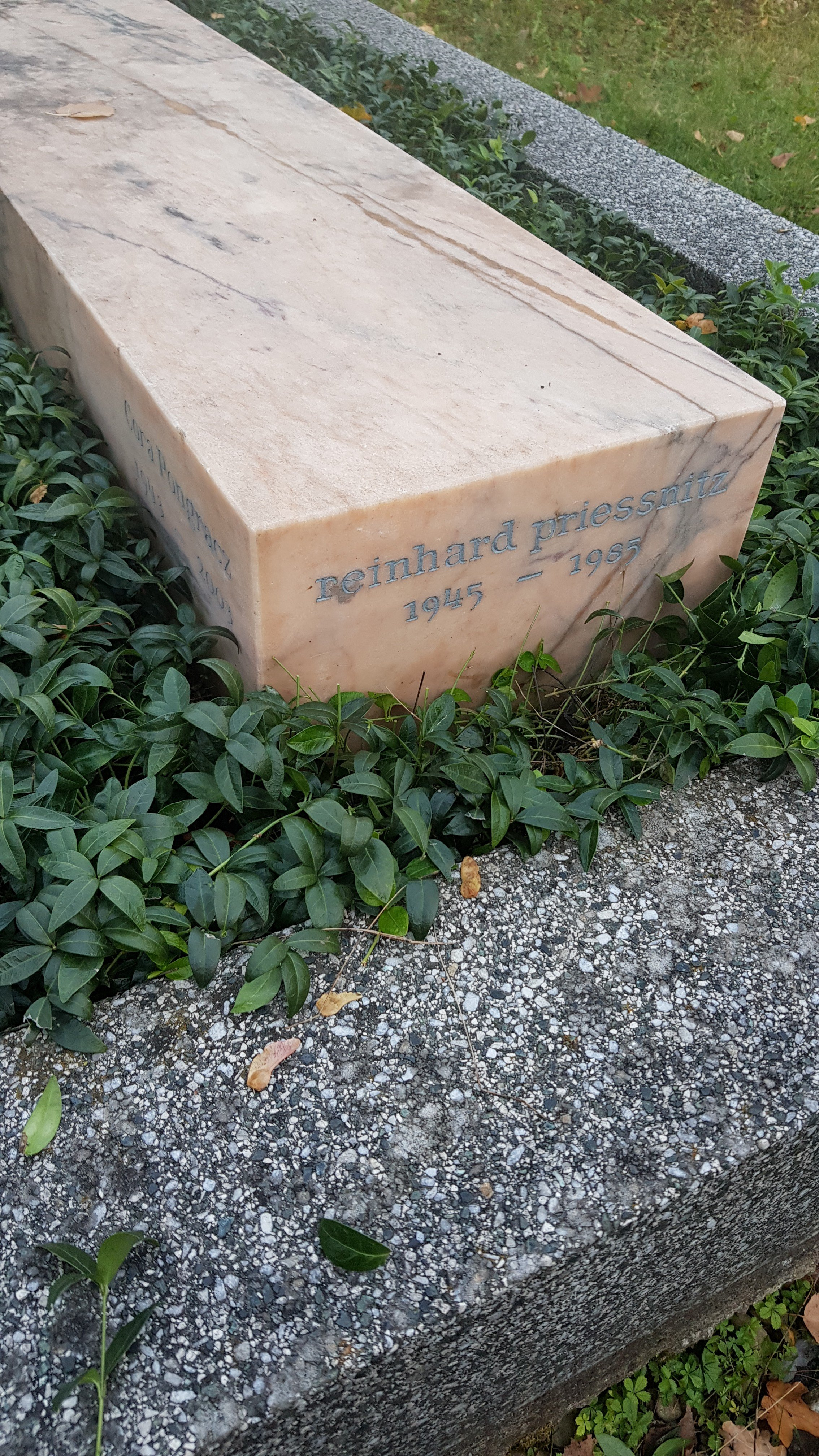
Grabmal von Reinhard Priessnitz, 2020, auf dem Pötzleinsdorfer Friedhof

Reinhard Priessnitz (* 27. Oktober 1945 in Wien; † 5. November 1985 ebenda) war ein österreichischer Dichter und Essayist.

## Leben
Reinhard Priessnitz arbeitete unter anderem als Redaktionssekretär der Zeitschrift „Literatur und Kritik“ (bis 1968), ab 1968 als Redakteur beim „Neuen Forum“, wo er aufgrund der sogenannten „Aktionismusdebatte“ 1974 zurücktrat, als Lektor bei der „edition neue texte“ (1976–1983) und als Lektor beim Wiener Medusa-Verlag 1983–1985. Ab 1982 war Priessnitz Lehrbeauftragter an der Hochschule für bildende Kunst in Wien und an der Universität für künstlerische und industrielle Gestaltung Linz. Seit 1966 publizierte er Gedichte, Prosastücke und Essays in Literaturzeitschriften und Anthologien, ab 1976 schrieb er regelmäßig für das Feuilleton der Wiener Tageszeitung „Die Presse“. vierundvierzig gedichte bleibt jedoch seine einzige Buchveröffentlichung zu Lebzeiten. Die Texte für dieses Werk wurden zwischen 1964 und 1978 von Priessnitz verfasst. Sein poetisches Werk umfasst neben dem Gedichtband nur wenige Texte und etwa 40 weitere Gedichte. Priessnitz war Gründungsmitglied der Grazer Autorenversammlung (1973) und des Bielefelder Colloquiums Neue Poesie (seit 1978).
Priessnitz war seit 1974 mit der Fotografin Cora Pongracz verheiratet. Er starb an einem Krebsleiden und wurde in Wien auf dem Pötzleinsdorfer Friedhof in einem ehrenhalber gewidmeten Grab (Gruppe B, Reihe 8, Nummer 118) bestattet.
Vom österreichischen Bundeskanzleramt wird seit 1994 der Reinhard-Priessnitz-Preis jährlich an Nachwuchsautorinnen und Nachwuchsautoren verliehen.

## Auszeichnungen
- 1980 Förderungspreis der Stadt Wien
- 1985 Österreichischer Würdigungspreis für Literatur

## Werke
- vierundvierzig gedichte. Herausgegeben von Heimrad Bäcker, G., Linz, Wien 1978 (3. Aufl. Linz, Wien 1986 = werkausgabe reinhard priessnitz, hg. v. Ferdinand Schmatz, Bd. 1; 4. verbesserte Auflage, hg. v. Ferdinand Schmatz, Graz-Wien 2004)[6][7]
- fünf prosastücke. Herausgegeben mit einem Nachwort von Ferdinand Schmatz. Linz, Wien 1987 (= werkausgabe, Bd. 2)
- malerei, plastik etc. aufsätze. Herausgegeben von Ferdinand Schmatz. Linz, Wien 1988 (= werkausgabe, Bd. 3/1)
- literatur, gesellschaft etc. aufsätze. Herausgegeben von Ferdinand Schmatz. literaturverlag droschl, Graz und Wien 1990. ISBN 3-85420-269-5. (= werkausgabe, Bd. 3/2)
- texte aus dem nachlass. Herausgegeben von Ferdinand Schmatz unter Mitarbeit von Thomas Eder, mit einem Nachwort von Jörg Drews. G., Übs., Pr., Hsp., Theaterst., Aufs., Ess., Interviews, Graz, Wien 1994 (= werkausgabe, Bd. 4).